# Kindred : Le Clan des maudits
Pour les articles homonymes, voir Kindred.
Kindred : le Clan des maudits (Kindred: The Embraced) est un feuilleton télévisé américain en un pilote de 65 minutes et sept épisodes de 42 minutes, créé par John Leekley d'après le jeu Vampire : la Mascarade, produit par Aaron Spelling et diffusé entre le 2 avril et le 8 mai 1996 sur le réseau FOX.
En France, le feuilleton a été diffusé entre le 13 avril et le 8 mai 1998 sur 13e rue.

## Synopsis
Ce feuilleton met en scène la guerre de pouvoir que se livrent cinq clans de vampires, les Kindred, à San Francisco. Un policier, Frank Kohanek, est prêt à tout pour arrêter cette guérilla.

## Production
La mort tragique dans un accident de moto du héros principal de la série, couplé au faible taux d'audience généré par la série, a conduit Fox Television à ne pas renouveler la série pour une deuxième saison.

## Distribution
- Mark Frankel : Julian Luna
- Erik King : Sonny Toussaint
- Patrick Bauchau : Archon Raine
- Brigid Brannagh : Sasha
- Channon Roe : Cash
- Jeff Kober : Daedalus
- Stacy Haiduk : Lillie Langtry
- C. Thomas Howell : Détective Frank Kohanek
- Kelly Rutherford : Caitlin Byrne
- Brian Thompson : Eddie Fiori

## Épisodes
1. Pilote (Pilot) - 65 minutes
2. Le Prince de la ville (Prince of the City)
3. L'Égorgeur de la nuit (Nightstalker)
4. Roméo et Juliette (Romeo & Juliet)
5. Les vampires ont aussi leurs droits (Live Hard, Die Young, and Leave a Good-Looking Corpse)
6. Gloire et déchéance d'Eddie Fiori (The Rise and Fall of Eddie Fiori)
7. Pleine lune néfaste (Bad Moon Rising)
8. Retour aux racines (Cabin in the Woods)